# Quatermass and the Pit (miniserie televisiva)
Quatermass and the Pit è una miniserie televisiva britannica di fantascienza in sei episodi diretta da Rudolph Cartier e trasmessa dalla BBC Television nell'inverno del 1958-1959. È il seguito di Quatermass II e terzo episodio della saga televisiva con protagonista lo scienziato Bernard Quatermass, ideato dallo sceneggiatore Nigel Kneale e qui interpretato da André Morell. Della serie è stato prodotto un remake cinematografico nel 1967 intitolato L'astronave degli esseri perduti (Quatermass and the Pit).

## Trasmissione e distribuzione
Quatermass and the Pit è stata trasmessa dalla BBC Television a partire dal 22 dicembre 1958 e fino al 26 gennaio 1959.
La miniserie televisiva è stata conservata interamente ed è stata pubblicata integralmente nel cofanetto in DVD The Quatermass Collection. A seminal BBC sci.fi trilogy nel 2005 dalla 2 Entertain Video. La serie è inedita in italiano.